# Obscured by Clouds
Obscured by Clouds (в пер. с англ. — Скрытая облаками) — седьмой студийный альбом британской прогрессив-рок-группы Pink Floyd, выпущенный 3 июня 1972 года, саундтрек к французскому фильму «Долина» (фр. «La Vallée») Барбе Шрёдера. Он же был режиссёром фильма «More», к которому Pink Floyd также записывали звуковую дорожку.
В 1986 году альбом был выпущен на компакт-диске. CD в новом цифровом мастеринге был издан в марте 1996 года в Великобритании и в августе в США. В 2016 году перемикширован для бокс-сета The Early Years 1965–1972.

## Об альбоме
Диск был записан за шесть дней во Франции, в Шато д’Эрувиль. Как и в случае со звуковой дорожкой к фильму «More», в альбоме можно услышать несколько изменённые версии композиций. Obscured by Clouds достиг шестого места в хит-парадах в Великобритании и 46-го места в США.
Obscured by Clouds не относится к числу наиболее популярных работ Pink Floyd, но по словам барабанщика группы Ника Мейсона, является одним из самых любимых им произведений группы.
Ретроспективные рецензии этого альбома оказались смешанными. Так, например, в рецензии, напечатанной в The Daily Telegraph, говорилось, что «элегантная инструментальная игра явилась дорогой к The Dark Side of the Moon», в то время, как в рецензии журнала Rolling Stone альбом был охарактеризован всего лишь как «скучный саундтрек к фильму».
Дизайном обложки занималась студия Hipgnosis Сторма Торгесона, который неоднократно занимался оформлением обложек группы. На этот раз обложкой стал намеренно расфокусированный кадр из фильма «Долина».

## Список композиций
| №  | Название                | Автор(ы)                     | Вокал        | Длительность |
| -- | ----------------------- | ---------------------------- | ------------ | ------------ |
| 1. | «Obscured by Clouds»    | Гилмор, Уотерс               | инструментал | 3:03         |
| 2. | «When You’re In»        | Гилмор, Уотерс, Райт, Мэйсон | инструментал | 2:30         |
| 3. | «Burning Bridges»       | Райт, Уотерс                 | Гилмор, Райт | 3:29         |
| 4. | «The Gold It’s in the…» | Гилмор, Уотерс               | Гилмор       | 3:07         |
| 5. | «Wot’s… Uh the Deal»    | Гилмор, Уотерс               | Гилмор       | 5:08         |
| 6. | «Mudmen»                | Райт, Гилмор                 | инструментал | 4:20         |

| №   | Название              | Автор(ы)                     | Вокал        | Длительность |
| --- | --------------------- | ---------------------------- | ------------ | ------------ |
| 7.  | «Childhood’s End»     | Гилмор                       | Гилмор       | 4:31         |
| 8.  | «Free Four»           | Уотерс                       | Уотерс       | 4:15         |
| 9.  | «Stay»                | Уотерс, Райт                 | Райт         | 4:05         |
| 10. | «Absolutely Curtains» | Гилмор, Уотерс, Райт, Мэйсон | племя Мапуга | 5:52         |

## Участники записи
Pink Floyd:
- Дэвид Гилмор — гитары, вокал, педал-стил-гитара, синтезатор VCS3
- Роджер Уотерс — бас-гитара, вокал, синтезатор VCS3, магнитофонные эффекты
- Ричард Райт — клавишные, вокал, синтезатор VCS3
- Ник Мейсон — ударные, перкуссия, магнитофонные эффекты

## Позиции в хит-парадах и уровни продаж
Еженедельные чарты:
| Год  | Хит-парад                          | Высшая позиция | Пребывание в чарте |
| ---- | ---------------------------------- | -------------- | ------------------ |
| 1972 | Австралия (Kent Music Report)      | 44             | нет данных         |
| 1972 | Великобритания (UK Albums Chart)   | 6              | 14 недель          |
| 1972 | Дания (Tracklisten)                | 3              | 4 недели           |
| 1972 | Италия (Musica e dischi)           | 5              | 18 недель          |
| 1972 | Канада (RPM Albums Chart)          | 32             | 10 недель          |
| 1972 | Нидерланды (Hilversum 3 LP Top 10) | 3              | 7 недель           |
| 1972 | США (Billboard Top LPs & Tape)     | 46             | 25 недель          |
| 1972 | ФРГ (Offizielle Top 100)           | 19             | 4 недели           |
|      |                                    |                |                    |
| 2016 | Италия (Classifica album)          | 25             | 2 недели           |

| Год  | Хит-парад                | Позиция |  |
| ---- | ------------------------ | ------- |  |
| 1972 | Италия (FIMI)            | 27      |  |
| 1972 | Нидерланды (Buma/Stemra) | 32      |  |
|      |                          |         |  |
| 1973 | Франция (IFOP)           | 34      |  |

| Регион                                                      | Сертификация | Продажи  |
| ----------------------------------------------------------- | ------------ | -------- |
| Великобритания (BPI)                                        | Серебряный   | 60 000^  |
| Германия (BVMI)                                             | Золотой      | 250 000^ |
| США (RIAA)                                                  | Золотой      | 500 000^ |
| ^ Данные о тиражах приведены только на основе сертификации. |              |          |